# Kolegium pro duchovní hudbu
Kolegium pro duchovní hudbu v Klatovech je komorní smíšený sbor, který byl založen v roce 1996. Od počátku jej vedl klatovský muzikolog, sbormistr, cembalista a varhaník Vít Aschenbrenner. Repertoár sboru se orientuje zejména na duchovní hudbu, zvláště na uvádění liturgické hudby 18. století, která je krajově spjata s jihozápadními Čechami. Jako základní pramenný zdroj slouží zejména sbírka starých hudebnin klatovského děkanského kostela, deponovaná v současné době ve Vlastivědném muzeu Dr. Hostaše v Klatovech a částečně také další regionální rukopisné hudební sbírky a dobové notové tisky. 
Jako další dlouhodobý dramaturgický cíl si pak soubor vytyčil postupně seznamovat publikum s významnými liturgickými kompozicemi předních světových skladatelů (Krönungsmesse, Requiem W. A. Mozarta, Mše D dur, Te Deum A. Dvořáka ad.) či významných klatovských skladatelů 19. a 20. století (Credo mrtvých Leopolda Eugena Měchury, Žalm 47 Josefa Kličky).

## Historie
Kolegium pro duchovní hudbu vzniklo v roce 1996. Od roku 2007 je Kolegium hlavním organizátorem každoročně pořádaného Evropského festivalu duchovní hudby Šumava-Bayerischer Wald, jenž probíhá v česko-bavorském pohraničí. V roce 2007 se soubor výraznou měrou podílel na projektu Musica sacra bohemica, organizovaném v rámci Landesausstellung Bayern-Böhmen: 1500 Jahre Nachbarschaft v bavorském Zwieselu. V témže roce navázal trvalou spolupráci se sdružením Klatovské katakomby a stal se výhradním dodavatelem hudební složky jeho hlavního projektu Barokní jezuitské Klatovy. V rámci této spolupráce uskutečnil soubor několik obnovených premiér (např. Vesperae solennes de Confessore F. X. Brixiho v roce 2007) a další hudební realizace (např. Kaiserrequiem J. J. Fuxe v roce 2007, v roce 2010 pak Requiem in f con terza minore Heinricha Ignaze Franze von Bibera a Missa in C Franze Josepha Aumanna aj.). Mezinárodní ohlas[zdroj?] získalo provedení velkoryse komponované Mozartovy Dominicus-Messe v rámci slavnostního otevření nové expozice katakomb v listopadu 2011.
Od konce první dekády 21. století soubor pravidelně spolupracuje s komorním orchestrem Consortium musicum. V letech 2010 a 2011 účinkovalo Kolegium pro duchovní hudbu na klatovském Mezinárodním festivalu komorní hudby, v roce 2013 mu byl svěřen závěrečný koncert Haydnovských hudebních slavností, věnovaný odkazu Ferdinanda Maxmiliána hraběte z Morzinu. V rámci Haydnových hudebních slavností vystupovalo Kolegium také v roce 2016 a postupně se stalo pravidelným účastníkem tohoto mezinárodního festivalu, který zde prezentuje repertoár hudebních sbírek jižního Plzeňska stejně jako liturgickou tvorbu významných hudebních osobností (W. A. Mozart aj.).
V roce 2017 provedl soubor v obnovené premiéře Reqviem ex Dis Jana Václava Flašky (c. 1708/09–1783), nově objeveného klatovského barokního skladatele. Od roku 2018 navázalo Kolegium pravidelnou liturgickou a koncertní spolupráci s Bazilikou Nanebevzetí Panny Marie na Svaté Hoře. V témže roce provedlo Kolegium ve světové premiéře Requiem in stile antico Víta Aschenbrennera komponované v raně barokním stylu.
Kolegium se angažuje také na poli soudobé tvorby. V roce 2010 mu byla svěřena světová premiéra oratoria Dies sanctificatus plzeňského skladatele Pavla Samiece, v roce 2014 premiérovalo Hymnus porozumění Jiřího Bezděka, 2015 pak Samiecovo Oratorium k Panně Marii Klatovské. K oslavám stého výročí založení Československé republiky v roce 2018 premiérovalo Kolegium oratorium Blahoslavený Hroznata Pavla Samiece.
V roce 2013 navázalo Kolegium spolupráci s Evropským hlavním městem kultury Plzeň 2015 a stalo se jeho partnerem pro linii Baroko. Výsledkem byly mimo jiné dva koncerty v roce 2014.  Kolegium je partnerem mnichovské Europäische Kulturstiftung Europamusicale a stalo se výhradním realizátorem české části mezinárodního festivalu EUROPAMUSICALE – Musica Sacra 2014 & EUROPAMUSICALE - Musica Sacra 2015. Soubor vystupuje nejen v Čechách, ale také v zahraničí (nizozemský Heemskerk, německý Zwiesel, Lam, Nittenau, Straubing, Bodenmais, Cham aj.).

## Seznam interpretací
- Koncertní projekt k 320. výročí klatovského mariánského zázraku nazvaný „Bohorodička Krví se Potící“ (2006)
- Opakovaně provedl monumentální Missu Sancti Henrici od Heinricha Ignaze Franze Bibera, psanou ve stylu tzv. kolosálního baroka (2006)

### Obnovené premiéry
- 2001
  - P. Franz Joseph Aumann (1728–1797): Missa in C (ante 1769)
- 2005
  - Leopold Eugen Měchura (1804–1871): Credo mrtvých (1868)
- 2007
  - František Xaver Brixi (1732–1771): Vesperae Solennes de Confessore
- 2014
  - František Xaver Brixi (1732–1771): Sermo Jesum inter et Magdalenam, oratorium jehož opis pochází z klatovské hudební sbírky (2014).
- 2018
  - Franz Ferdinand Kosmas Schmalfus (1730–1811): Missa ex D
- 2016
  - Joannes Wenceslaus Flaška (1708/09–1783): Reqviem ex Dis
  - Jan Nepomuk August Vitásek (1770–1839): Te Deum in D (1836) k poslední pražské korunovaci Ferdinanda V.
  - Jakub Jan Ryba (1765–1815): Moctetum Festo S. Bartholomaei accomodatum (1812); věnováno plzeňské katedrále sv. Bartoloměje
  - Jakub Jan Ryba (1765–1815): Graduale in C pro Festo S. Bartholomaei (1813); věnováno plzeňské katedrále sv. Bartoloměje
- 2017
  - P. Cajetanus Vogel (1750–1794): Missa Solemnis Sancti Ioannis Nepomuceni (1779)
  - Leonardo Leo (1694–1744): Missa Sancti Joannis Nepomuceni
  - P. Isfrid Kayser, OPraem. (1712–1771): Vesperae I. Longiores de Beatissima Virgine ac Gloriosissima DEI Genitrice MARIA, op. VII/1 (1754)
- 2018
  - František Xaver Brixi (1732–1771): MESSA de Requiem in c molle (podle opisu klatovského regenschoriho Petra Kirleho (1771)
  - Johann Joseph Fux (1660–1741): Asperges me 1
  - Johann Georg Reuttern (1708–1772): Graduale pro Defunctis Si observaveris iniquitatem
  - František Xaver Brixi (1732–1771): Madrigale (Tribulationes cordis mei)
  - P. Gunther Jacob, OSB (1685–1734): Tenebrae 2
  - Josef Swoboda (2. polovina 18. století): Offertorium de Tempore Ad te levavi animam meam
  - Antonio Lotti (1667–1740): Motetto pro Dominica 3.a Quadragesimae Justitiae Domini
  - Johann Georg Reuttern: Offertorium pro Defunctis Ad te levavi animam meam
  - P. Gunther Jacob, OSB: Psalmus Poenitentialis Poenitentis Animae Seu Miserere (1713)
- 2019
  - P. Gunther Jacob, OSB (1685–1734): Missa Dei Patris Festivalis (1725)
  - Benedikt Anton Aufschnaiter (1665–1742): Ave Regina
  - Ferdinand Schmidt (ca 1693–1756): Salve Regina

### Světové premiéry
- 2010
  - Pavel Samiec: Dies sanctificatus
- 2014
  - Jiří Bezděk: Hymnus o porozumění (Skoky) - kantáta vznikla z impulzu Kolegia pro duchovní hudbu
  - Holmer Becker: Laß kommen Trübsal, Angst und Not (Skoky)
- 2015
  - Pavel Samiec: Oratorium k Panně Marii Klatovské (Klatovy) - vznik oratoria jsme spolu s Consortium musicum přímo podnítili
- 2018
  - Pavel Samiec: Blahoslavený Hroznata. Oratorium (Plzeň) - vznik oratoria jsme spolu s Consortium musicum přímo podnítili
  - Vít Aschenbrenner: Requiem in stile antico (Přeštice)
- 2019
  - Carlo Luigi Pietragrua (1665–1726): Laetatus sum (1713)
- 2020
  - Joseph Anton Sehling (1710–1756): Missa B.V. Conceptionis seu integra
  - Joseph Anton Sehling (1710–1756): Regina coeli laetare in D
  - P. Beda Muck, OSB (†1724): Ave Maria de Annuntiatione B.V.M. (Regina coeli laetare)
- 2021
  - Antonio Caldara: Alleluja dicite in gentibus (ca 1720)

### Barokní jezuitské Klatovy
- 2006
  - Joseph Haydn: Requiem in Es

- 2007
  - František Xaver Brixi: Vesperae de Confessore
  - Johann Joseph Fux: Requiem
  - František Xaver Brixi: Missa brevi a moll

- 2008
  - Johann Joseph Fux: Requiem

- 2009
  - Adam Václav Michna: Requiem
  - Adam Václav Michna: Missa Sancti Wenceslai

- 2010
  - Koncert „Liturgická hudba v Klatovech před 250 lety“ (ca 1750–1770)
  - Heinrich Ignaz Franz Biber: Requiem ex F con terza minore
  - Franz Joseph Aumann: Missa in C a hudba v klatovské jezuitské koleji koncem 18. st.

- 2011
  - Heinrich Ignaz Franz Biber: Requiem ex F con terza minore
  - Wolfgang Amadeus Mozart: Korunovační mše C dur (německy Krönungsmesse C Dur) KV 317

- 2012
  - Michael Haydn: Missa pro defuncto archiepiscopo Sigismondo (Requiem)
  - Wolfgang Amadeus Mozart: Dominicus-Messe KV 66

- 2013
  - Michael Haydn: Missa pro defuncto archiepiscopo Sigismondo (Requiem)
  - Claudio Monteverdi: Messa a quatro voci da capella

- 2014
  - Mikuláš František Xaver Wentzely: Missa de Requiem

- 2015
  - Heinrich Ignaz Franz Biber (1644–1704): Requiem in A à 15 (Smíšený pěvecký sbor Šumavan)
  - František Ferdinand Kosmas Schmalfus (1730–1811): Missa ex D (Kolegium pro duchovní hudbu)

- 2016
  - Jan Václav Flaška: Reqviem ex Dis
  - Jan Dismas Zelenka: Missa Sancti Blasii

- 2017
  - Jan Václav Flaška: Reqviem ex Dis
  - Cajetan Vogel: Missa solemnis in C S. Ioannis Nepomuceni (1779)
- 2018
  - František Xaver Brixi (1732–1771): MESSA de Requiem in c molle
- 2019
  - František Xaver Brixi (1732–1771): MESSA de Requiem in c molle